# Terra de Wulff
La Terra de Wulff és una península situada a la part septentrional de Groenlàndia, dins el Parc Nacional del Nord-est de Groenlàndia.
El seu nom és record al botànic i explorador àrtic suec Thorild Wulff (1867–1917), que va participar en la Segona Expedició Thule junt a Knud Rasmussen i va morir al sud de la badia de Peabody.
Es troba al nord-est de la Terra de Warming i a l'est de l'illa de Hendrik, dels quals està separats pel fiord de Sherard Osborn. A l'est hi ha l'illa Nares Land i la petita illa de Stephenson, amb el fiord Victoria com a separació. Al nord hi ha el mar de Lincoln, mentre al sud està unida a la part continental. Fa uns 150 quilòemtres de llargada per 70 d'amplada, amb muntanyes que s'alcen fins als 1.100 msnm.